# ワルシャワ条約 (1955年)
ワルシャワ条約（わるしゃわじょうやく、露: Варшавский договор、英: Warsaw Pact / Warsaw Treaty）は、ポーランド人民共和国の首都ワルシャワで1955年に締結された多国間条約。
1955年5月14日に作成され、同年6月6日に発効している。効力延長を経て、1991年7月1日に廃止された。
条約は、前文及び全11条からなる。内容的には、これより先に成立していた北大西洋条約に酷似していた。

## 正式名称
正式名称は「アルバニア人民共和国、ブルガリア人民共和国、ハンガリー人民共和国、ドイツ民主共和国、ポーランド人民共和国、ルーマニア人民共和国、ソヴィエト社会主義共和国連邦及びチェコスロバキア共和国間の友好、協力及び相互援助条約」で、本条約の正文のうちの一つであるロシア語では、“Договор о дружбе, сотрудничестве и взаимной помощи между Народной Республикой Албанией, Народной Республикой Болгарией, Венгерской Народной Республикой, Германской Демократической Республикой, Польской Народной Республикой, Румынской Народной Республикой, Союзом Советских Социалистических Республик и Чехословацкой Республикой”と呼ぶ。ロシア語に加えて、ポーランド語、チェコ語、ドイツ語の計4言語が、本条約の正文であった。（第11条）

## 概要
1955年5月14日、アメリカ合衆国とソビエト連邦による冷戦が激しくなる中、ドイツ連邦共和国（通称西ドイツ）の北大西洋条約批准という事態により作られた。北大西洋条約機構 (NATO) に対抗した組織である。
国連憲章に定められた集団的自衛権に基づく加盟国間の相互軍事援助が主な目的。正式名称にあるように8ヶ国で締結された。1956年3月1日に東ドイツ（ドイツ民主共和国）が加盟し、1968年9月13日にはアルバニア人民共和国が脱退した。
1985年4月26日、この条約の効力延長の議定書がワルシャワで締結された。延長を巡ってはソ連が20年以上の延長を主張する一方、ルーマニアは5年程度を主張していた。議定書では延長期間は20年とされ、さらに満了1年前に条約を破棄しない国は10年自動延長されるため、実質30年延長されることになっていた。
1991年7月1日、チェコスロバキア共和国の首都プラハにおいて、上記議定書の効力停止の議定書が締結された。これにより、同条約は効力を失った。
加盟国の詳細に関しては、ワルシャワ条約機構を参照。